# بحيرات الكاتدرائية
بحيرات الكاتدرائية هي البحيرات التي تقع في منتزه يوسمايت الوطني، مقاطعة ماريبوسا، كاليفورنيا. تقع البحيرات 1.6 كم (1 ميل) إلى جنوب غرب كاتدرائية الذروة و 3.2 كم (2 ميل) شرق شمال شرق لبحيرة تينيا. يبلغ ارتفاع البحيرة السفلى حوالي 9288 قدم (2831 م)، في حين يبلغ ارتفاع البحيرة العليا حوالي 9585 قدم (2922 م). طريق جون موير قريب .